# Warnach
Warnach (Warnech en luxembourgeois) est un hameau de la commune belge de Fauvillers située en Région wallonne dans la province de Luxembourg. Avant la fusion des communes de 1977, il faisait partie de la commune de Tintange.

## Géographie
Situé à six kilomètres au nord de Martelange et à deux kilomètres à l’ouest de la frontière luxembourgeoise, Warnach se trouve en bordure de la route nationale 4 joignant Martelange et Bastogne. Un des nombreux ruisseaux formant la Sûre y prend sa source. 

## Histoire
À la fin de l’Ancien régime, Warnach devint une municipalité, mais elle fut dissoute en 1823 et le village fut rattaché à Tintange. Lors des fusions municipales de 1977, Tintange avec Warnach et d'autres formèrent la nouvelle commune de Fauvillers. 

## Patrimoine
- Son marché de Noël traditionnel est particulièrement renommé. Considéré comme le plus ancien de la Région wallonne, il ne reçoit que des producteurs artisanaux de la région.

## Vie associative
Depuis 1979, la communauté Les Frênes accueille des groupes dans une vieille ferme transformée située dans un environnement naturel et calme favorisant le ressourcement, la prière, l'échange et la vie intérieure.